# F261
A F261 é uma rota ciclistica rápida conectando as cidades neerlandesas de Tilburgo, Loon op Zand e Waalwijk, e tendo conexão com a F59 em Waalwijk. A rota corre do norte da estação ferroviária de Tilburgo até Waalwijk, extendendo-se por aproximadamente 16 quilômetros e em alguns lugares estando paralela à rodovia N261. O custo total do projeto foi de 22 milhões de euros; a província cobriu 13 milhões e os três municípios os restantes 9 milhões. A rota estava em desenvolvimento desde 2019, e a cerimônia de abertura oficial ocorreu em 8 de julho de 2021, ocorrendo um encontro de representantes dos municípios e da província e uma caravana de bicicletas que percorreu a extensão total do percurso. Sinalização experimental tinha sido utilizada na rota mas foi rejeitada pelo conselho que sobrevê toda a sinalização nos Países Baixos e, consequentemente, foi retirada após a abertura da rota.